# 佛坪站

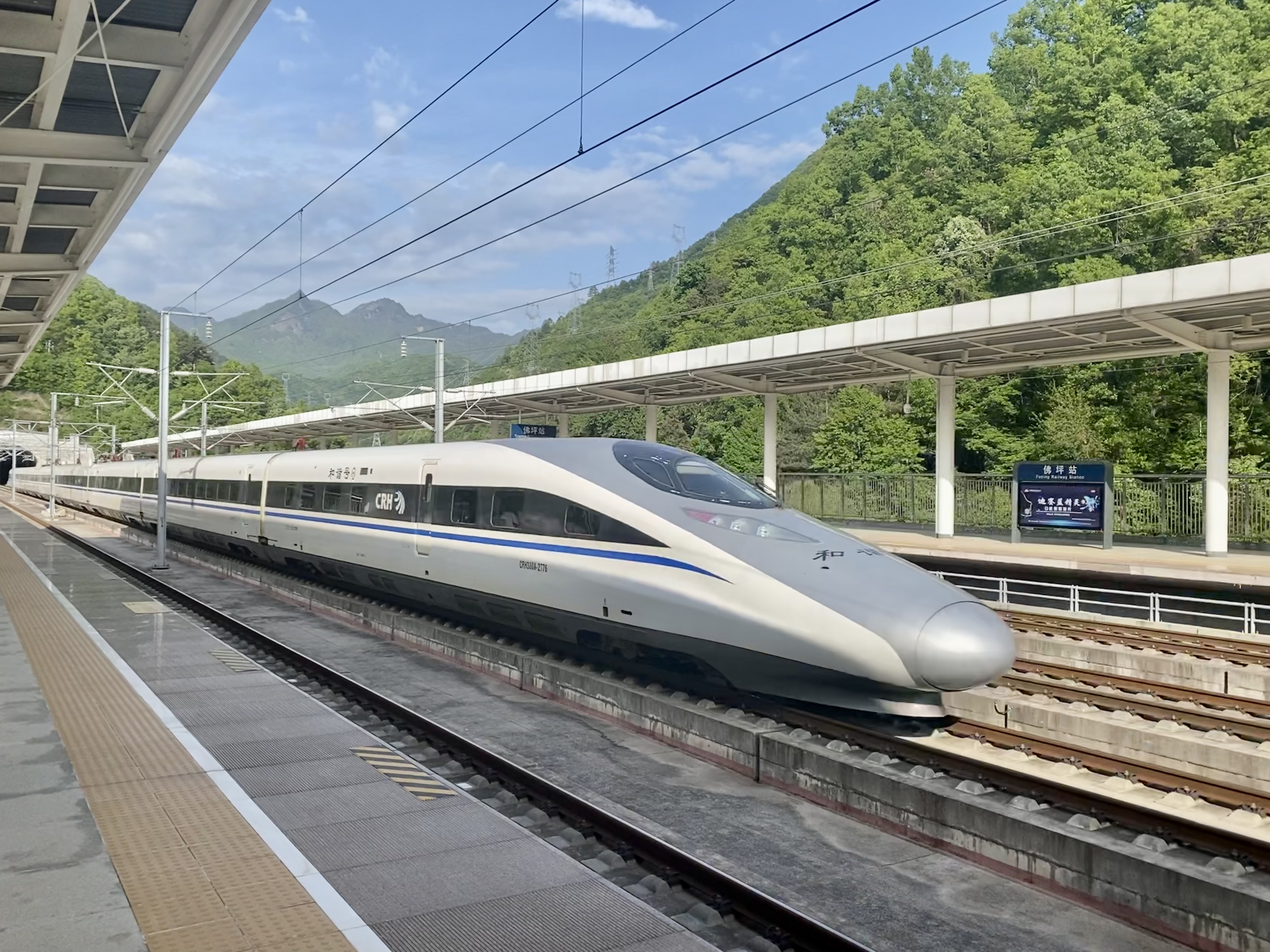
车站站台

佛坪站，位于中华人民共和国陕西省汉中市佛坪县，是西成客运专线上的高铁站，2017年12月6日通车启用，由西安铁路局管辖。该站是佛坪第一个火车站，结束了佛坪县不通火车的历史。

## 歷史
- 2017年12月6日通车启用。

## 外部連結
- 中国铁路客户服务中心（页面存档备份，存于）